# Sibithone dichotoma
Sibithone dichotoma là một loài côn trùng thuộc bộ Neuroptera. Loài này được Ponomarenko miêu tả năm 1984.